# Grover Cleveland
Stephen Grover Cleveland (18. března 1837 – 24. června 1908) byl 22. a 24. prezidentem Spojených států amerických, který tento post zastával v letech 1885 až 1889 a pak znovu 1893 až 1897. Byl prvním americkým prezidentem, který se do funkce vrátil po předchozím neobhájení – jeho funkční období tak na sebe nenavazovala (tzv. „sendvičové prezidentství“; druhým se stal v roce 2025 Donald Trump). Byl prvním demokratem zastávajícím úřad amerického prezidenta po občanské válce. Jeho druhá manželka Frances Clevelandová se ve svých 21 letech stala nejmladší první dámou v historii USA. Do dějin Spojených států amerických se zapsal mimo jiné tím, že to byl právě on, kdo slavnostně odhalil Sochu Svobody. Toto pronesl při onom slavnostním okamžiku: „Nezapomeneme, že si zde Svoboda našla svůj domov, a její oltář nebude zanedbáván“.
V mládí pracoval jako pomocný učitel ve slepeckém ústavu.

## Galerie

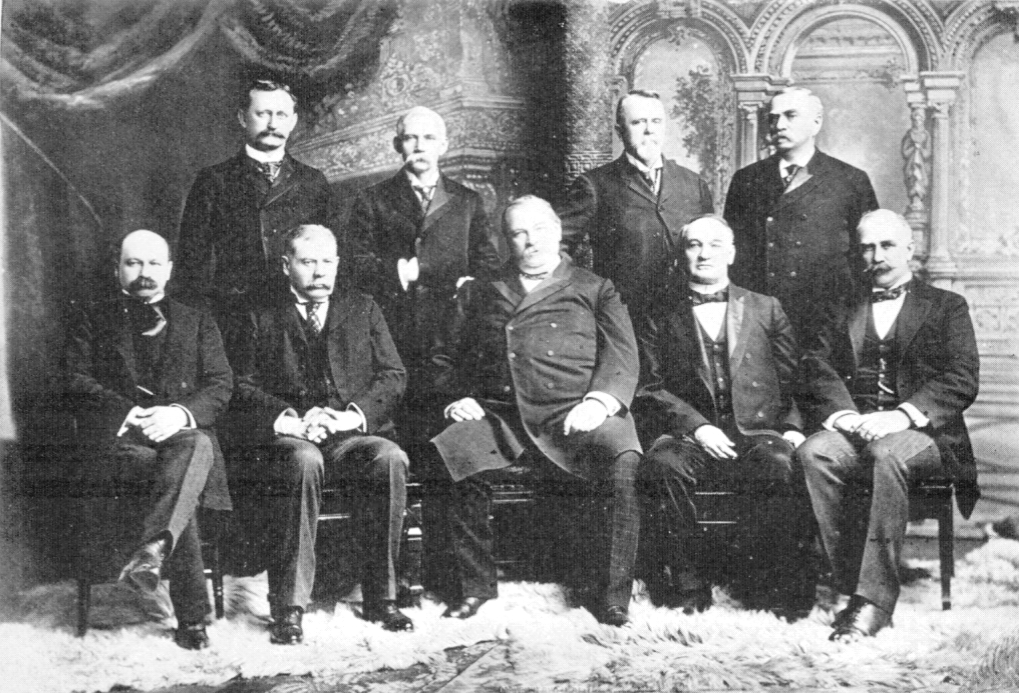
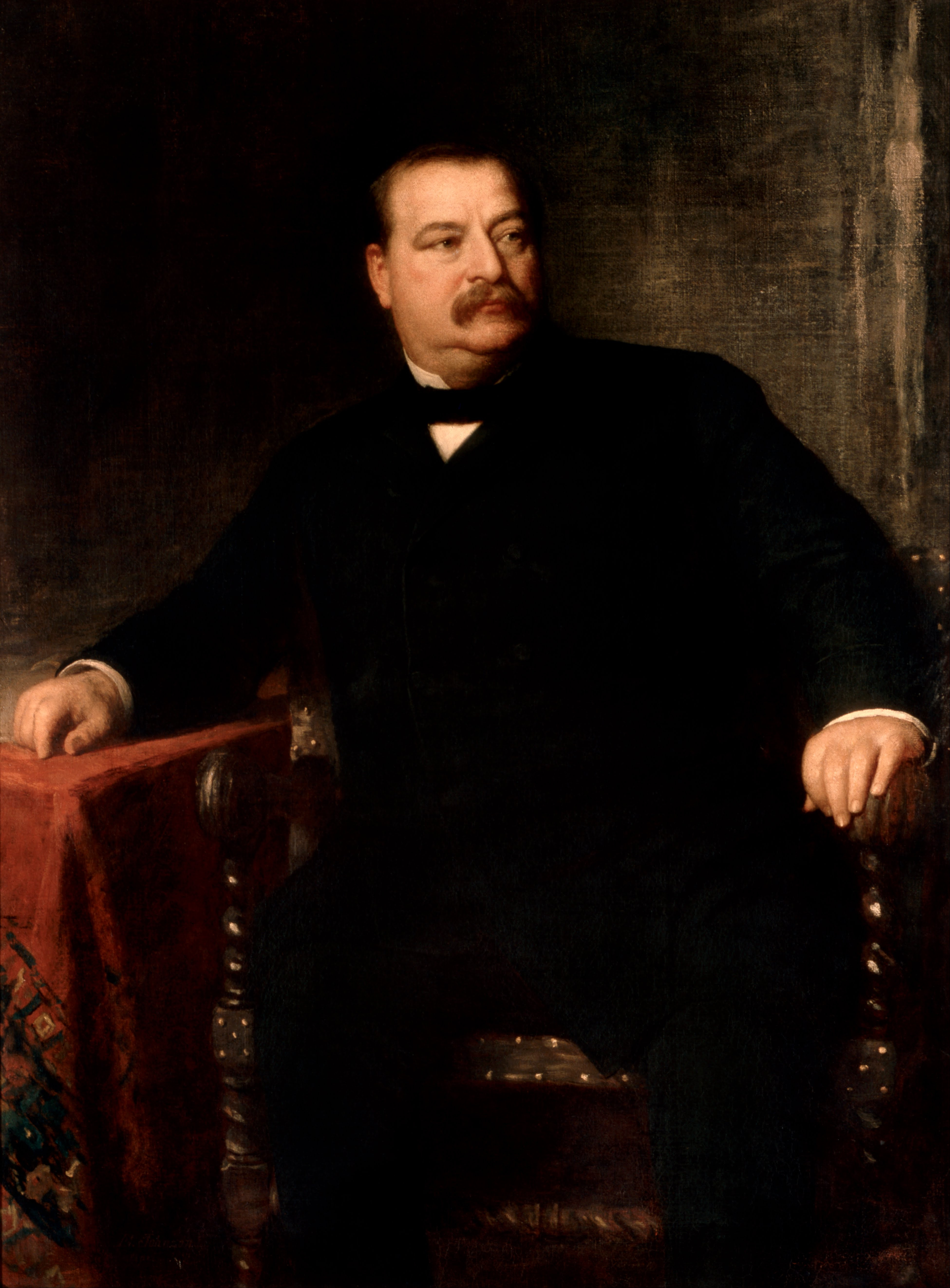